# Неделчо Добрев
Неделчо Добрев, известен с прякора Бирата, е български футболист, вратар. Роден е на 24 декември 1973 г. във Варна. Играе за Септември (Тервел) в Трета лига. Неделчо е женен и има две деца – Боян Добрев и Ева Добрева.

## Кариера
Добрев започва да тренира футбол в школата на Черно море (Варна). Дебютира за първия отбор на „моряците“ на 17-годишна възраст през пролетта на сезон 1990/91. За Черно море записва общо 122 мача за първенство – 32 мача в А група и 90 мача в Б група. Между 1998 г. и 2000 г. е част от отбора на Антибиотик-Лудогорец, където изиграва 15 мача в Б група.
През лятото на 2002 г. преминава в Добруджа (Добрич). През юли 2003 г. води подготовка със Спартак (Варна), но не подписва договор с клуба.
От лятото на 2004 г. Добрев играе за различни отбори във В група. Носил е екипа на Аксаково, Владислав (Варна), Шабла, Черноморец (Балчик), Тича (Долни чифлик) и Интер (Плачидол).